# Presidência de Theodore Roosevelt
A presidência de Theodore Roosevelt começou em 14 de setembro de 1901, quando Theodore Roosevelt se tornou o 26º presidente dos Estados Unidos após o assassinato de William McKinley, e terminou em 4 de março de 1909. Roosevelt foi vice-presidente por apenas 194 dias quando assumiu a presidência. Republicano, ele concorreu e venceu com vitória esmagadora um mandato de quatro anos em 1904. Ele foi sucedido por seu sucessor escolhido, William Howard Taft.
Um reformador progressista, Roosevelt ganhou a reputação de "destruidor de trust" por meio de suas reformas regulatórias e processos antitruste. Sua presidência estabeleceu a Food and Drug Administration para regular a segurança alimentar, e o Hepburn Act, que aumentou o poder regulador da Interstate Commerce Commission. Roosevelt teve o cuidado, entretanto, de mostrar que não discordava dos trustes e do capitalismo em princípio, mas apenas era contra as práticas monopolistas. Seu " Square Deal " incluía a regulamentação das tarifas ferroviárias e alimentos puros e drogas; ele via isso como um acordo justo tanto para o cidadão comum quanto para os empresários. Simpático aos negócios e aos trabalhadores, Roosevelt evitou greves trabalhistas, principalmente negociando um acordo para a grande Greve do Carvão de 1902. Ele expandiu dramaticamente o sistema de parques nacionais e florestas nacionais.
Nas relações exteriores, Roosevelt buscou defender a Doutrina Monroe e estabelecer os Estados Unidos como uma forte potência naval, ele se encarregou da construção do Canal do Panamá, que aumentou muito o acesso ao Pacífico e aumentou os interesses de segurança americanos e as oportunidades comerciais. Ele herdou o império colonial adquirido na Guerra Hispano-Americana. Ele acabou com o governo militar dos Estados Unidos em Cuba e se comprometeu com uma ocupação de longo prazo das Filipinas. Grande parte de sua política externa se concentrou nas ameaças representadas pelo Japão no Pacífico e pela Alemanha no Mar do Caribe. Buscando minimizar o poder europeu na América Latina, mediou a Crise da Venezuela e declarou o Corolário Roosevelt. Roosevelt mediou a Guerra Russo-Japonesa(1904–1905), pela qual ganhou o Prêmio Nobel da Paz de 1906. O biógrafo William Harbaugh argumenta:
| “ | Nas relações exteriores, o legado de Theodore Roosevelt é o apoio criterioso ao interesse nacional e a promoção da estabilidade mundial por meio da manutenção do equilíbrio de poder; criação ou fortalecimento de agências internacionais, e recorrer ao seu uso quando praticável; e determinação implícita de usar a força militar, se viável, para promover os legítimos interesses americanos. Nos assuntos domésticos, é o uso do governo para promover o interesse público. "Se neste novo continente", disse ele, "apenas construirmos outro país de grande, mas injustamente dividida prosperidade material, não teremos feito nada." | ” |
O historiador Thomas Bailey, que geralmente discordava das políticas de Roosevelt, concluiu: "Roosevelt era uma grande personalidade, um grande ativista, um grande pregador da moralidade, um grande controverso, um grande showman. Ele dominou sua época como dominou as conversas... as massas o amavam; ele provou ser um grande ídolo popular e um grande angariador de votos." Sua imagem está ao lado de George Washington, Thomas Jefferson e Abraham Lincoln no Monte Rushmore. Embora Roosevelt tenha sido criticado por alguns por sua postura imperialista, ele é frequentemente classificado por historiadores entre os cinco maiores presidentes dos Estados Unidos de todos os tempos.

## Posse

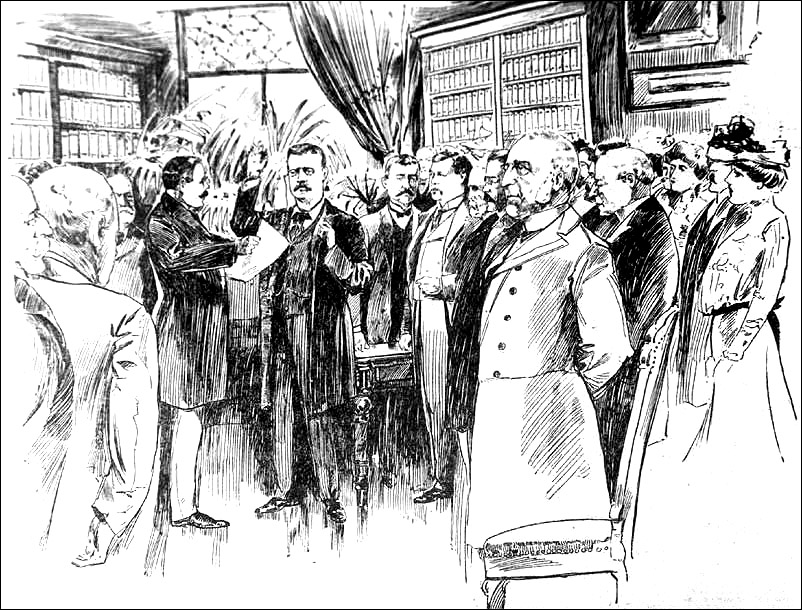
Posse de Roosevelt

Roosevelt serviu como governador de Nova York antes de vencer a eleição como companheiro de chapa de William McKinley na eleição presidencial de 1900. Roosevelt tornou-se presidente após o assassinato de McKinley pelo anarquista Leon Czolgosz em Buffalo, Nova York; Czolgosz atirou em McKinley em 6 de setembro de 1901, e McKinley morreu em 14 de setembro. Roosevelt foi empossado no cargo no dia da morte de McKinley. Faltando apenas algumas semanas para seu 43º aniversário, Roosevelt se tornou o presidente mais jovem da história dos Estados Unidos, uma distinção que ele ainda mantém.
Quando perguntado se ele estava pronto para fazer o juramento, Roosevelt respondeu:

Eu farei o juramento. E nesta hora de profundo e terrível luto nacional, desejo declarar que será meu objetivo continuar, absolutamente sem variação, a política do Presidente McKinley, pela paz e honra de nosso amado país.

## Política domestica

### Progressismo
Determinado a criar o que ele chamou de "Square Deal" de igualdade de oportunidades para todos os cidadãos. Roosevelt empurrou várias peças de legislação progressista para o Congresso. O progressismo era a força política mais poderosa da época, e Roosevelt era seu porta-voz mais articulado. O progressismo tinha entre os principais aspectos, o progressismo promoveu o uso da ciência, engenharia, tecnologia e ciências sociais para resolver os problemas da nação e identificar maneiras de eliminar o desperdício e a ineficiência e promover a modernização. Ao descrever as prioridades e características de Roosevelt como presidente, o historiador G. Warren Chessman observou

insistência na responsabilidade pública das grandes corporações;  publicidade como primeiro remédio para fundos fiduciários;  regulamentação das tarifas ferroviárias;  mediação do conflito capital e trabalho;  conservação dos recursos naturais;  e proteção dos membros menos afortunados da sociedade.

### Quebra de trusts e regulamentação
No final do século XIX, várias grandes empresas, incluindo a Standard Oil, compraram seus rivais ou estabeleceram acordos comerciais que efetivamente sufocaram a concorrência. Muitas empresas seguiram o modelo da Standard Oil, que se organizou como um trust no qual várias corporações componentes eram controladas por um conselho de administração. Embora o Congresso tenha aprovado a Lei Sherman Antitruste em 1890 para fornecer alguma regulamentação federal de fundos, a Suprema Corte limitou o poder da lei. Em 1902, as 100 maiores corporações detinham o controle de 40% do capital industrial nos Estados Unidos. Roosevelt não se opôs a todos os fundos fiduciários, mas procurou regulamentar os fundos que ele acreditava prejudicar o público, que ele rotulou como "maus fundos fiduciários".

#### Primeiro mandato
Ao assumir o cargo, Roosevelt propôs regulamentos federais de fundos. Em fevereiro de 1902, o Departamento de Justiça anunciou que abriria um processo antitruste contra a Northern Securities Company, uma holding ferroviária formada em 1901 por JP Morgan, James J. Hill e EH Harriman. Enquanto o caso tramitava no tribunal, o procurador Knox entrou com outro processo contra o "Beef Trust", que se tornou impopular devido ao aumento dos preços da carne. Combinados com sua retórica anterior, os processos sinalizavam a determinação de Roosevelt de fortalecer a regulamentação federal dos fundos fiduciários.
Após as eleições de 1902, Roosevelt pediu a proibição de descontos nas ferrovias para grandes empresas industriais, bem como a criação de um Bureau of Corporations para estudar e relatar práticas monopolistas. Para aprovar seu pacote antitruste no Congresso, Roosevelt apelou diretamente ao povo, lançando a legislação como um golpe contra o poder malévolo da Standard Oil. A campanha de Roosevelt foi bem-sucedida e ele obteve a aprovação do Congresso para a criação do Departamento de Comércio e Trabalho, que incluía o Bureau of Corporations. O Bureau of Corporations foi criado para monitorar e relatar práticas anticompetitivas; Roosevelt acreditava que as grandes empresas seriam menos propensas a se envolver em práticas anticompetitivas se tais práticas fossem divulgadas.
Em março de 1904, a Suprema Corte decidiu em favor do governo no caso Northern Securities v. Estados Unidos. De acordo com o historiador Michael McGerr, o caso representou a primeira acusação vitoriosa do governo federal contra uma "corporação interestadual única e fortemente integrada". No ano seguinte, o governo obteve outra grande vitória em Swift and Company v. Estados Unidos, que desfez o Beef Trust. As evidências no julgamento demonstraram que, antes de 1902, os principais frigoríficos das "Seis Grandes" haviam se envolvido em uma conspiração para fixar preços e dividir o mercado de gado e carne em sua busca por preços e lucros mais altos. Depois de receberem liminares federais em 1902, as Seis Grandes se fundiram em uma única empresa, permitindo que continuassem a controlar o comércio internamente. Falando em nome do tribunal, o juiz Oliver Wendell Holmes Jr. sustentou que o comércio interestadual incluía ações que faziam parte da cadeia onde a cadeia era claramente de caráter interestadual. Nesse caso, a rede ia da fazenda à loja de varejo e cruzava muitas fronteiras estaduais.

#### Segundo Mandato
Após sua reeleição, Roosevelt procurou promulgar rapidamente uma agenda legislativa ousada, concentrando-se especialmente na legislação que se basearia nas realizações regulatórias de seu primeiro mandato. Os eventos durante seu primeiro mandato convenceram Roosevelt de que era necessária uma legislação que promulgasse regulamentação federal adicional do comércio interestadual. Incentivados por reportagens na revista McClure's, muitos americanos juntaram-se a Roosevelt pedindo um aprimoramento da Lei Elkins, que fez relativamente pouco para restringir a concessão de descontos ferroviários. Roosevelt também procurou fortalecer os poderes da Interstate Commerce Commission (ICC), criada em 1887 para regulamentar as ferrovias. O apelo de Roosevelt por legislação regulatória, publicado em sua mensagem de 1905 ao Congresso, encontrou forte oposição de interesses comerciais e congressistas conservadores.
Depois que ambas as casas do Congresso aprovaram uma lei uniforme, Roosevelt assinou a Lei Hepburn em 29 de junho de 1906. Além da fixação de taxas, a Lei Hepburn também concedeu ao ICC poder regulatório sobre taxas de oleodutos, contratos de armazenamento e vários outros aspectos das operações ferroviárias.
Em resposta ao clamor público decorrente em grande parte da popularidade do romance de Upton Sinclair, The Jungle, Roosevelt também pressionou o Congresso a promulgar regulamentos de segurança alimentar. A oposição a um projeto de lei de inspeção de carnes foi mais forte na Câmara, devido à presença do presidente conservador da Câmara, Joseph Gurney Cannon, e aliados da indústria frigorífica.
No rescaldo de uma série de escândalos envolvendo grandes seguradoras, Roosevelt procurou estabelecer um Bureau Nacional de Seguros para fornecer regulamentação federal, mas esta proposta também foi derrotada. Roosevelt continuou a abrir processos antitruste em seu segundo mandato, e um processo contra a Standard Oil em 1906 levaria à dissolução da empresa em 1911. Entre as empresas que concordaram voluntariamente com a regulamentação estava a US Steel, que evitou um processo antitruste ao permitir que o Bureau of Corporations investigasse suas operações.

### Conservação

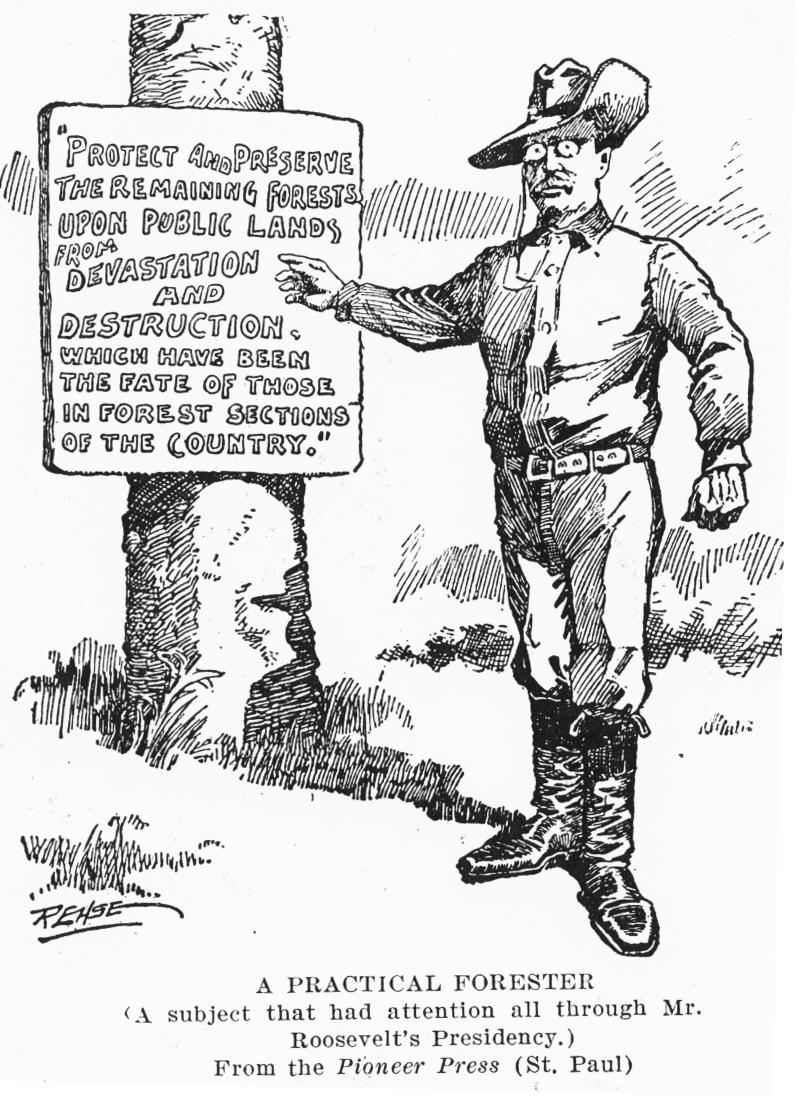
Um cartoon político descrevendo Roosevelt como "um silvicultor prático"

Roosevelt era um proeminente conservacionista, colocando a questão no topo da agenda nacional. Os esforços de conservação de Roosevelt visavam não apenas a proteção do meio ambiente, mas também garantir que a sociedade como um todo, em vez de apenas selecionar indivíduos ou empresas, se beneficiasse dos recursos naturais do país. Seu principal conselheiro e subordinado em questões ambientais era Gifford Pinchot. Roosevelt aumentou o poder de Pinchot sobre as questões ambientais..A agência de Pinchot foi renomeada para Serviço Florestal dos Estados Unidos, e Pinchot presidiu a implementação de políticas conservacionistas assertivas nas florestas nacionais.
Roosevelt encorajou o Newlands Reclamation Act de 1902, que promoveu a construção federal de represas para irrigar pequenas fazendas e colocou 930.000 km2 sob proteção federal. Em 1906, o Congresso aprovou a Lei de Antiguidades, concedendo ao presidente o poder de criar monumentos nacionais em terras federais. Roosevelt reservou mais terras federais, parques nacionais e reservas naturais do que todos os seus predecessores juntos.
As políticas de Roosevelt enfrentaram oposição tanto de ativistas ambientais como John Muir quanto de oponentes da conservação como o senador Henry M. Teller, do Colorado. Enquanto Muir, o fundador do Sierra Club, queria a natureza preservada em prol da beleza pura, Roosevelt subscreveu a formulação de Pinchot, "para fazer a floresta produzir a maior quantidade de qualquer cultura ou serviço que seja mais útil, e continuar a produzi-la. por geração após geração de homens e árvores." Enquanto isso, Teller e outros oponentes da conservação acreditavam que a conservação impediria o desenvolvimento econômico do Ocidente e temiam a centralização do poder em Washington.

### Relações de trabalho

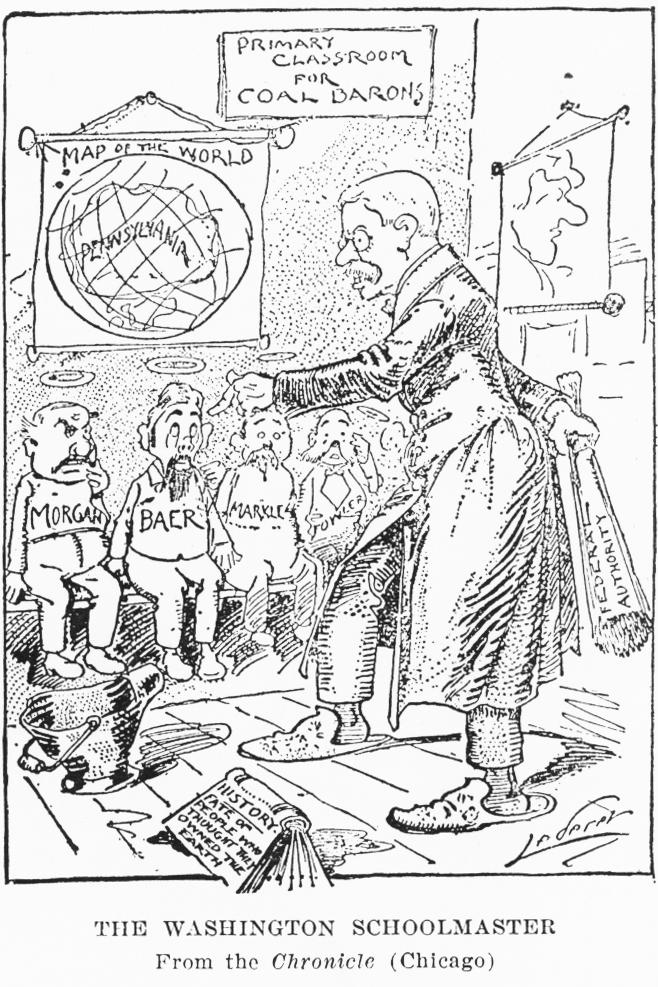
"The Washington Schoolmaster," Um cartoon editorial sobre a greve do carvão de 1902, por Charles Lederer

Roosevelt geralmente relutava em se envolver em disputas trabalhistas, mas acreditava que a intervenção presidencial era justificada quando tais disputas ameaçavam o interesse público. A filiação sindical dobrou nos cinco anos anteriores à posse de Roosevelt e, na época de sua ascensão, Roosevelt via a agitação trabalhista como a maior ameaça potencial que o país enfrentava. No entanto, ele também simpatizava com muitos trabalhadores devido às duras condições que muitos enfrentavam.
Em 1899, o United Mine Workers expandiu sua influência das minas de carvão betuminoso para as minas de carvão antracito. O UMW organizou uma greve de carvão antracito em maio de 1902, buscando uma jornada de oito horas e aumentos salariais. Nos meses seguintes, o preço do carvão aumentou de cinco dólares a tonelada para mais de quinze dólares a tonelada. Buscando ajudar as duas partes a chegar a uma solução, Roosevelt recebeu os líderes da UMW e operadores de minas na Casa Branca em outubro de 1902, mas os proprietários das minas se recusaram a negociar. Por meio dos esforços de Roosevelt, Root e JP Morgan, os operadores da mina concordaram com o estabelecimento de uma comissão presidencial para propor uma solução para a greve. Em março de 1903, a comissão determinou aumentos salariais e redução da jornada de trabalho de dez para nove horas. Por insistência dos proprietários das minas, o UMW não obteve o reconhecimento oficial como representante dos mineiros.
Roosevelt absteve-se de grandes intervenções em disputas trabalhistas depois de 1902, mas os tribunais estaduais e federais se envolveram cada vez mais, emitindo liminares para impedir ações trabalhistas. Em 1905, líderes sindicais radicais como Mary Jones e Eugene Debs estabeleceram os Trabalhadores Industriais do Mundo (IWW), que criticavam as políticas conciliatórias da AFL.

### Direitos civis
Embora Roosevelt tenha feito algum trabalho para melhorar as relações raciais, ele, como a maioria dos líderes da Era Progressista, carecia de iniciativa na maioria das questões raciais. Booker T. Washington, o líder negro mais importante da época, foi o primeiro afro-americano a ser convidado para jantar na Casa Branca, jantando lá em 16 de outubro de 1901. Washington, que emergiu como um importante conselheiro de políticos republicanos na década de 1890, favorecia a acomodação com as leis Jim Crow que instituíam a segregação racial. A notícia do jantar chegou à imprensa dois dias depois, e o clamor público dos brancos foi tão forte, especialmente dos estados do sul, que Roosevelt nunca repetiu o experimento.
Após o jantar com Washington, Roosevelt continuou a se manifestar contra os linchamentos, mas pouco fez para promover a causa dos direitos civis dos afro-americanos.

### Pânico de 1907
Em 1907, Roosevelt enfrentou a maior crise econômica doméstica desde o Pânico de 1893. O mercado de ações dos Estados Unidos entrou em crise no início de 1907, e muitos nos mercados financeiros culparam as políticas reguladoras de Roosevelt pela queda nos preços das ações. Na falta de um forte sistema bancário central, o governo foi incapaz de coordenar uma resposta à crise econômica. A crise atingiu um pânico total em outubro de 1907, quando dois investidores não conseguiram assumir o controle da United Copper. Trabalhando com o secretário do Tesouro Cortelyou, o financista JP Morgan organizou um grupo de empresários para evitar um colapso, prometendo seu próprio dinheiro. Roosevelt ajudou a intervenção de Morgan permitindo que a US Steel adquirisse a Tennessee Coal, Iron and Railroad Company, apesar das preocupações antitruste, e autorizando Cortelyou a levantar títulos e comprometer fundos federais com os bancos. A reputação de Roosevelt em Wall Street caiu para novos mínimos após o pânico, mas o presidente permaneceu amplamente popular. Após o pânico, a maioria dos líderes do Congresso concordou com a necessidade de reformar o sistema financeiro do país. O Congresso aprovou a Lei que criou a Comissão Monetária Nacional para estudar o sistema bancário do país; as recomendações da comissão formariam mais tarde a base do Federal Reserve System.

### Tarifas
Tarifas altas sempre foram a ortodoxia do Partido Republicano. No entanto, os elementos ocidentais queriam tarifas mais baixas sobre os produtos industriais, mantendo as taxas altas sobre os produtos agrícolas. Os democratas usaram na campanha no sentido de que altas tarifas enriqueceram as grandes empresas e prejudicaram os consumidores; eles queriam reduzir drasticamente as taxas e impor um imposto de renda aos ricos. Roosevelt percebeu o dilema político e evitou ou adiou a questão tarifária durante toda a sua presidência; explodiu sob seu sucessor e feriu Taft gravemente. A tarifa protegia a manufatura doméstica contra a concorrência estrangeira e mantinha os salários altos nas fábricas americanas, atraindo assim imigrantes. Seus impostos sobre as importações produziram mais de um terço da receita federal em 1901. McKinley era um protecionista convicto, e a Tarifa Dingley de 1897 representou um grande aumento nas tarifas. McKinley também negociou tratados bilaterais de reciprocidade com a França, Argentina e outros países em uma tentativa de expandir o comércio exterior, mantendo altas tarifas gerais.
A questão da tarifa permaneceu adormecida durante o primeiro mandato de Roosevelt, mas continuou a ser um importante tópico de campanha para ambos os partidos. Os defensores da redução tarifária pediram a Roosevelt que convocasse uma sessão especial do Congresso para tratar da questão no início de 1905, mas Roosevelt estava apenas disposto a emitir um endosso cauteloso de um corte nas tarifas, e nenhuma outra ação foi tomada sobre a tarifa. durante o mandato de Roosevelt.

### Mudança para a centro esquerdo (1907–1909)

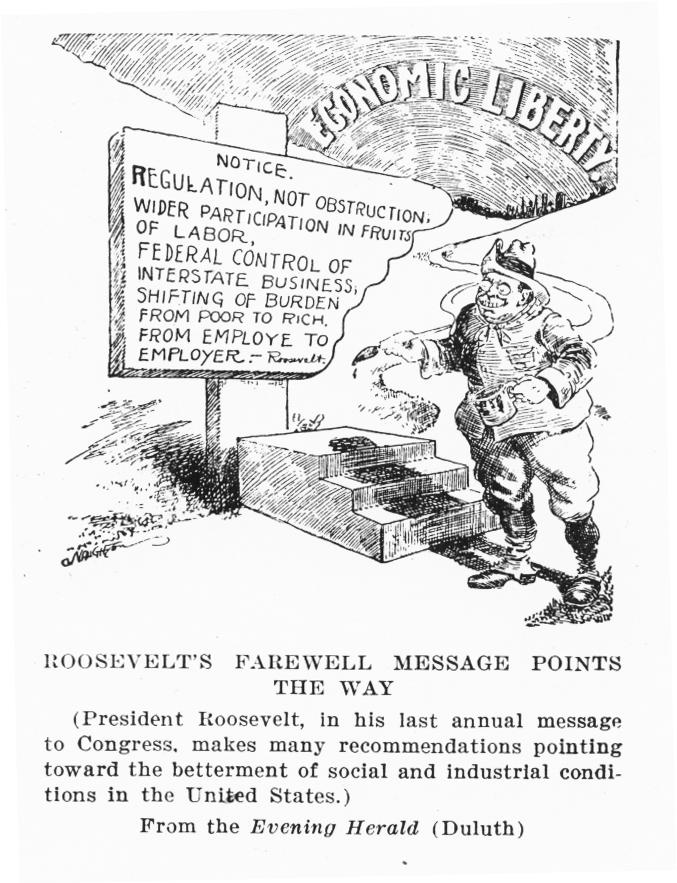
Em seus últimos dias no cargo, Roosevelt propôs inúmeras reformas

Em 1907, Roosevelt identificou-se com o "centro esquerdo" do Partido Republicano. Ele explicou seu ato de equilíbrio:
Repetidas vezes em minha carreira pública, tive que enfrentar o espírito da turba, contra a tendência das pessoas pobres, ignorantes e turbulentas que sentem rancorosa inveja e ódio daqueles que estão em melhor situação. Mas durante os últimos anos, foram os ricos corruptos de enorme fortuna e de enorme influência por meio de seus agentes da imprensa, púlpito, faculdades e vida pública, com quem tive que travar uma guerra amarga."
A crescente indignação popular com os escândalos corporativos, junto com a reportagem de jornalistas denunciantes como Lincoln Steffens e Ida Tarbell, contribuiu para uma divisão no Partido Republicano entre conservadores como Aldrich e progressistas como Albert B. Cummins e Robert La Follette. Roosevelt não abraçou totalmente a ala esquerda de seu partido, mas adotou muitas de suas propostas.
Roosevelt procurou substituir o ambiente econômico laissez-faire por um novo modelo econômico que incluía um papel regulador maior para o governo federal. Ele acreditava que os empresários do século 19 haviam arriscado suas fortunas em inovações e novos negócios, e que esses capitalistas haviam sido devidamente recompensados. Em contraste, ele acreditava que os capitalistas do século 20 arriscavam pouco, mas ainda assim colhiam recompensas econômicas enormes e injustas. Sem uma redistribuição de riqueza para longe da classe alta, Roosevelt temia que o país se voltasse para o radicalismo ou caísse na revolução.
Ele também pediu uma lei nacional de incorporação (que variavam muito de estado para estado), um imposto de renda federal e um imposto sucessório (ambos voltados para os ricos), limites ao uso de liminares judiciais contra sindicatos durante greves (as liminares foram uma arma poderosa que ajudou principalmente os negócios), um dia de trabalho de oito horas para funcionários federais, um sistema de poupança postal (para fornecer concorrência aos bancos locais) e legislação que proíbe corporações de contribuir para campanhas políticas.
A postura cada vez mais radical de Roosevelt provou ser popular no meio-oeste e na costa do Pacífico, mas parecia divisiva e desnecessária para republicanos do leste, executivos corporativos e muitos membros do Congresso. Democratas populistas como William Jennings Bryan expressaram admiração pela mensagem de Roosevelt, e um jornal do sul convocou Roosevelt para concorrer como democrata em 1908, com Bryan como seu companheiro de chapa. A mudança de Roosevelt para a esquerda foi apoiada por alguns republicanos do Congresso e muitos do público, mas republicanos conservadores como o senador Nelson Aldrich e o presidente da Câmara, Joseph Cannon, permaneceram no controle do Congresso. Esses líderes republicanos bloquearam os aspectos mais ambiciosos da agenda de Roosevelt, embora Roosevelt tenha aprovado uma nova Lei Federal de Responsabilidade dos Empregadores e outras leis, como a restrição do trabalho infantil em Washington, DC.

### Estados admitidos
Um novo estado, Oklahoma, foi admitido na União enquanto Roosevelt estava no cargo. Oklahoma, formado a partir do Território Indígena e do Território de Oklahoma, tornou-se o 46º estado em 16 de novembro de 1907.

## Política externa
A política externa tornou-se um cabo de guerra entre Roosevelt e o secretário de Estado John Hay, um dos republicanos de maior prestígio da geração mais velha. Roosevelt conquistou a maior parte da publicidade, mas, na prática, Hay lidou com assuntos rotineiros e cerimoniais. ele estava com a saúde muito ruim a partir de 1903. Depois que Hay morreu em 1905, Roosevelt nomeou Elihu Root, que servia como Secretário de Guerra. William Taft tornou-se secretário da Guerra. Roosevelt cuidou pessoalmente de todas as questões importantes.

### Diplomacia do Big Stick
Roosevelt era adepto de cunhar frases inteligentes para resumir concisamente suas políticas. "Big stick" era sua frase de efeito para sua política externa de forte pressão: "Fale baixinho e carregue um grande bastão; você irá longe." Roosevelt descreveu seu estilo como "o exercício de premeditação inteligente e de ação decisiva suficientemente antes de qualquer crise provável". Conforme praticada por Roosevelt, a diplomacia do big stick tinha cinco componentes. Primeiro era essencial possuir sérias capacidades militares que obrigassem o adversário a ficar atento. Na época, isso significava uma marinha de classe mundial. Roosevelt nunca teve um grande exército à sua disposição. As outras qualidades eram agir com justiça em relação a outras nações, nunca blefar, atacar apenas se estivesse preparado para atacar com força e a disposição de permitir que o adversário salvasse a face na derrota.

### Política de grande potência
A vitória sobre a Espanha fez dos Estados Unidos uma potência nos oceanos Atlântico e Pacífico. Já era a maior potência econômica. Roosevelt estava determinado a continuar a expansão da influência americana, afirmando em seu discurso de posse de 1905:
Nós nos tornamos uma grande nação, forçada pelo fato de sua grandeza a se relacionar com as outras nações da terra, e devemos nos comportar como convém a um povo com tais responsabilidades. Em relação a todas as outras nações, grandes e pequenas, nossa atitude deve ser de amizade cordial e sincera. Devemos mostrar não apenas em nossas palavras, mas em nossas ações, que desejamos sinceramente garantir sua boa vontade, agindo em relação a eles em um espírito de reconhecimento justo e generoso de todos os seus direitos. . . . Nenhuma nação fraca que aja viril e justamente deveria ter motivos para nos temer, e nenhum poder forte deveria ser capaz de nos destacar como alvo de uma agressão insolente.
Roosevelt viu o dever de manter o equilíbrio de poder nas relações internacionais e buscar reduzir as tensões. Ele também foi inflexível em defender a Doutrina Monroe. Roosevelt via o Império Alemão como a maior ameaça potencial e se opôs fortemente a qualquer base alemã no Mar do Caribe. Ele reagiu com ceticismo aos esforços do Kaiser alemão Wilhelm II para bajular os Estados Unidos. Roosevelt também tentou expandir a influência dos EUA no leste da Ásia e no Pacífico, onde o Império do Japão e o Império Russo eram rivais tentando expandir seu papel na Coreia e na China. Ele manteve um aspecto importante da retórica de McKinley no Leste Asiático: a Política de Portas Abertas, que clama por manter a economia chinesa aberta ao comércio de todos os países.

### Rescaldo da Guerra Hispano-Americana

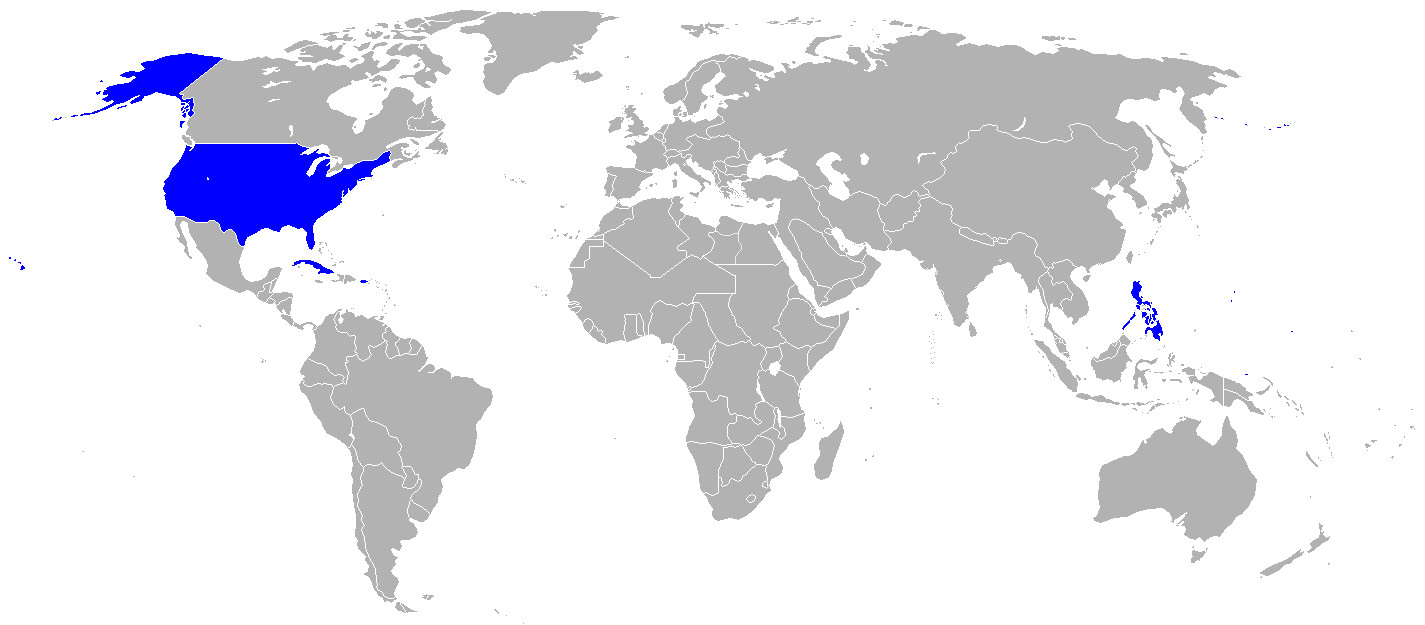
Os Estados Unidos e suas possessões coloniais quando Roosevelt assumiu o cargo

#### Filipinas
Os americanos debateram acaloradamente o status dos novos territórios. Roosevelt acreditava que a independência de Cuba deveria ser concedida rapidamente e que Porto Rico deveria permanecer uma possessão semi autônoma sob os termos da Lei Foraker. Ele queria que as forças americanas permanecessem nas Filipinas para estabelecer um governo estável e democrático, mesmo diante de uma insurreição liderada por Emilio Aguinaldo. Roosevelt temia que uma rápida retirada dos EUA levasse à instabilidade nas Filipinas ou à aquisição da Alemanha.
A insurreição filipina em grande parte em 1902 e os insurgentes aceitaram o domínio americano. No entanto, os problemas continuaram nas áreas remotas do sul, onde os muçulmanos Moros resistiram ao domínio americano da mesma forma que resistiram aos espanhóis. Esta foi a Rebelião Moro.
Seu entusiasmo demonstrado em 1898-99 pelas colônias esfriou, e Roosevelt viu as ilhas como "nosso calcanhar de Aquiles". Ele disse a Taft em 1907: "Eu ficaria feliz em ver as ilhas independentes, talvez com algum tipo de garantia internacional para a preservação da ordem, ou com algum aviso de nossa parte de que, se eles não mantivessem a ordem, teríamos que interferir. novamente." A essa altura, o presidente e seus conselheiros de política externa se afastaram das questões asiáticas para se concentrar na América Latina, e Roosevelt redirecionou a política filipina para preparar as ilhas para se tornarem a primeira colônia ocidental na Ásia a alcançar o autogoverno. Embora a maioria dos líderes filipinos fosse a favor da independência, alguns grupos minoritários, especialmente os chineses que controlavam grande parte dos negócios locais, queriam permanecer sob o domínio americano indefinidamente.
As Filipinas foram um dos principais alvos dos reformadores progressistas. Um relatório ao Secretário de Guerra Taft forneceu um resumo do que a administração civil americana havia alcançado. Incluía, além da rápida construção de um sistema escolar público baseado no ensino da língua inglesa.

#### Cuba
Enquanto as Filipinas permaneceram sob controle dos EUA até 1946, Cuba conquistou a independência em 1902. A Emenda Platt, aprovada durante o último ano do mandato de McKinley, fez de Cuba um protetorado de fato dos Estados Unidos. Roosevelt obteve a aprovação do Congresso para um acordo de reciprocidade com Cuba em dezembro de 1902, reduzindo assim as tarifas comerciais entre os dois países. Em 1906, uma insurreição eclodiu contra o presidente cubano Tomás Estrada Palma devido a suas fraudes eleitorais. Tanto Estrada Palma quanto seus oponentes liberais pediram uma intervenção dos EUA, mas Roosevelt relutou em intervir. Quando Estrada Palma e seu Gabinete renunciaram, o Secretário de Guerra Taft declarou que os EUA interviriam nos termos da Emenda Platt, iniciando a Segunda Ocupação de Cuba. As forças dos EUA restauraram a paz na ilha e a ocupação cessou pouco antes do fim da presidência de Roosevelt.

#### Porto Rico
Porto Rico foi uma espécie de reflexão tardia durante a Guerra Hispano-Americana, mas assumiu importância devido à sua posição estratégica no Mar do Caribe. A ilha fornecia uma base naval ideal para a defesa do Canal do Panamá e também servia como um elo econômico e político com o resto da América Latina. A Lei Foraker e os casos subsequentes da Suprema Corte estabeleceram Porto Rico como o primeiro território não incorporado, o que significa que a Constituição dos Estados Unidos não se aplicaria totalmente a Porto Rico. Embora os EUA tenham imposto tarifas sobre a maioria das importações porto-riquenhas, também investiram na infraestrutura e no sistema educacional da ilha. O sentimento nacionalista permaneceu forte na ilha e os porto-riquenhos continuaram a falar principalmente espanhol em vez de inglês.

### Reformas militares

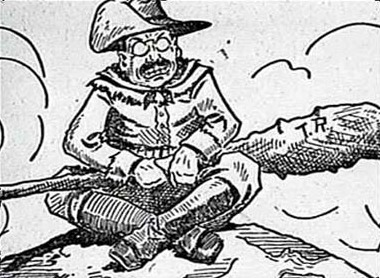
Comentário de 1904 sobre a política do "big stick" de Roosevelt no Caribe

Roosevelt colocou ênfase na expansão e reforma das forças armadas dos Estados Unidos. O Exército dos Estados Unidos, com 39.000 homens em 1890, era o menor e menos poderoso exército de qualquer grande potência no final do século XIX. Em contraste, o exército da França consistia em 542.000 soldados. A Guerra Hispano-Americana foi travada principalmente por voluntários temporários e unidades estaduais da guarda nacional e demonstrou que era necessário um controle mais eficaz sobre o departamento e as agências.
Ao assumir o cargo, Roosevelt fez da expansão naval uma prioridade, e seu mandato viu um aumento no número de navios, oficiais e praças na Marinha. Com a publicação de The Influence of Sea Power upon History, 1660–1783 em 1890, o capitão Alfred Mahan foi imediatamente aclamado como um notável teórico naval pelos líderes da Europa. Roosevelt prestou muita atenção à ênfase de Mahan de que apenas uma nação com uma frota poderosa poderia dominar os oceanos do mundo, exercer sua diplomacia ao máximo e defender suas próprias fronteiras. Em 1904, os Estados Unidos tinham a quinta maior marinha do mundo e, em 1907, a terceira maior. Roosevelt enviou 16 navios de guerra da Grande Frota Branca ao redor do mundo em 1907-1909. Ele garantiu que todas as potências navais entendessem que os Estados Unidos agora eram um jogador importante. Embora a frota de Roosevelt não igualasse a força geral da frota britânica, tornou-se a força naval dominante no Hemisfério Ocidental.

### Aproximação com a Grã-Bretanha
A Grã-Bretanha estava encerrando sua longa tradição de não ter aliados e estava procurando por amigos. Concluiu alianças com a França e o Japão e buscou amizade com os Estados Unidos no que foi chamado de "A Grande Aproximação".

#### Disputa de fronteira no Alasca
Os Estados Unidos assumiram as reivindicações russas na região por meio da compra do Alasca em 1867. Em janeiro de 1903, Washington e Londres concordaram com um tribunal de seis membros, composto por delegados americanos, britânicos e canadenses, para finalizar a fronteira. Além dos três delegados americanos, o tribunal tinha dois delegados canadenses e Lord Alverstone, o único delegado da própria Grã-Bretanha. Para choque e horror do Canadá, Alverstone juntou-se aos três americanos para aceitar as reivindicações americanas em outubro de 1903. O resultado do tribunal melhorou as relações entre os Estados Unidos e a Grã-Bretanha, embora muitos canadenses tenham ficado indignados com Londres com a decisão do tribunal.

### Crise Venezuela e Corolário Roosevelt

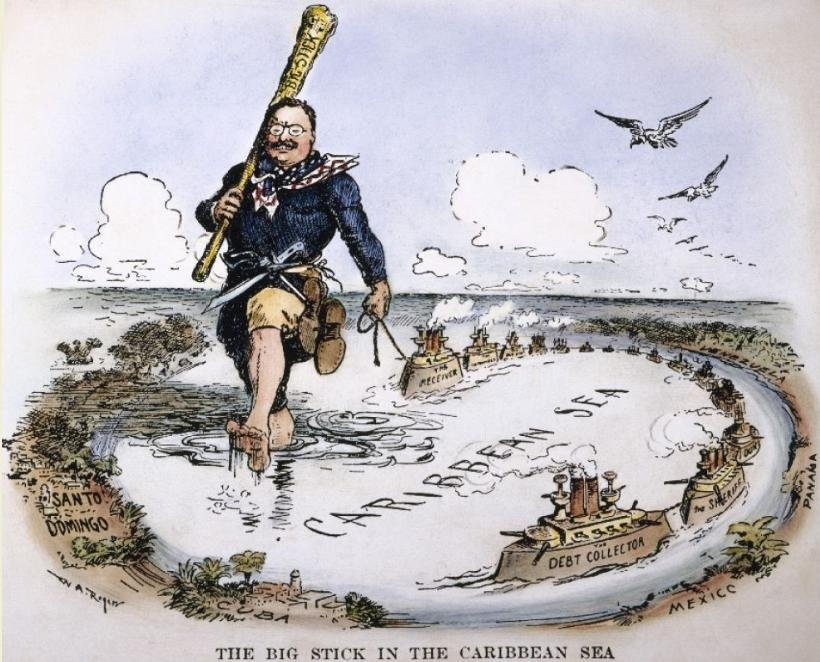
TR usou sua marinha para dominar o Caribe; Caricatura de 1904 por William Allen Rogers

Em dezembro de 1902, um bloqueio anglo-alemão da Venezuela deu início a um incidente conhecido como Crise Venezuelana. A Venezuela tinha pesadas dívidas com credores europeus e não quis pagar. Roosevelt suspeitou que a Alemanha exigiria indenização territorial e uma presença militar alemã permanente no Hemisfério Ocidental. Roosevelt mobilizou sua frota e ameaçou a frota alemã menor, a menos que Berlim concordasse com a arbitragem. A Alemanha obedeceu e a arbitragem americana encerrou o episódio sem violência.
Em 1904, Roosevelt anunciou seu Corolário Roosevelt à Doutrina Monroe. Afirmava que Washington interviria nas finanças de países instáveis do Caribe e da América Central se eles não pagassem suas dívidas com os credores europeus. Com efeito, Roosevelt garantiu suas dívidas, tornando desnecessária a intervenção das potências europeias. Eles não o fizeram.
Uma crise da dívida na República Dominicana tornou-se o primeiro caso de teste para o Corolário Roosevelt. Roosevelt chegou a um acordo com o presidente dominicano Carlos Felipe Morales para assumir o controle temporário da alfândega dominicana. Roosevelt enviou economistas como Jacob Hollander para reestruturar a economia e garantiu um fluxo constante de receita para os credores estrangeiros. A intervenção estabilizou a situação política e econômica na República Dominicana, e o papel dos Estados Unidos na ilha serviria de modelo para a diplomacia do dólar de Taft nos anos posteriores à saída de Roosevelt.

### Canal do Panamá

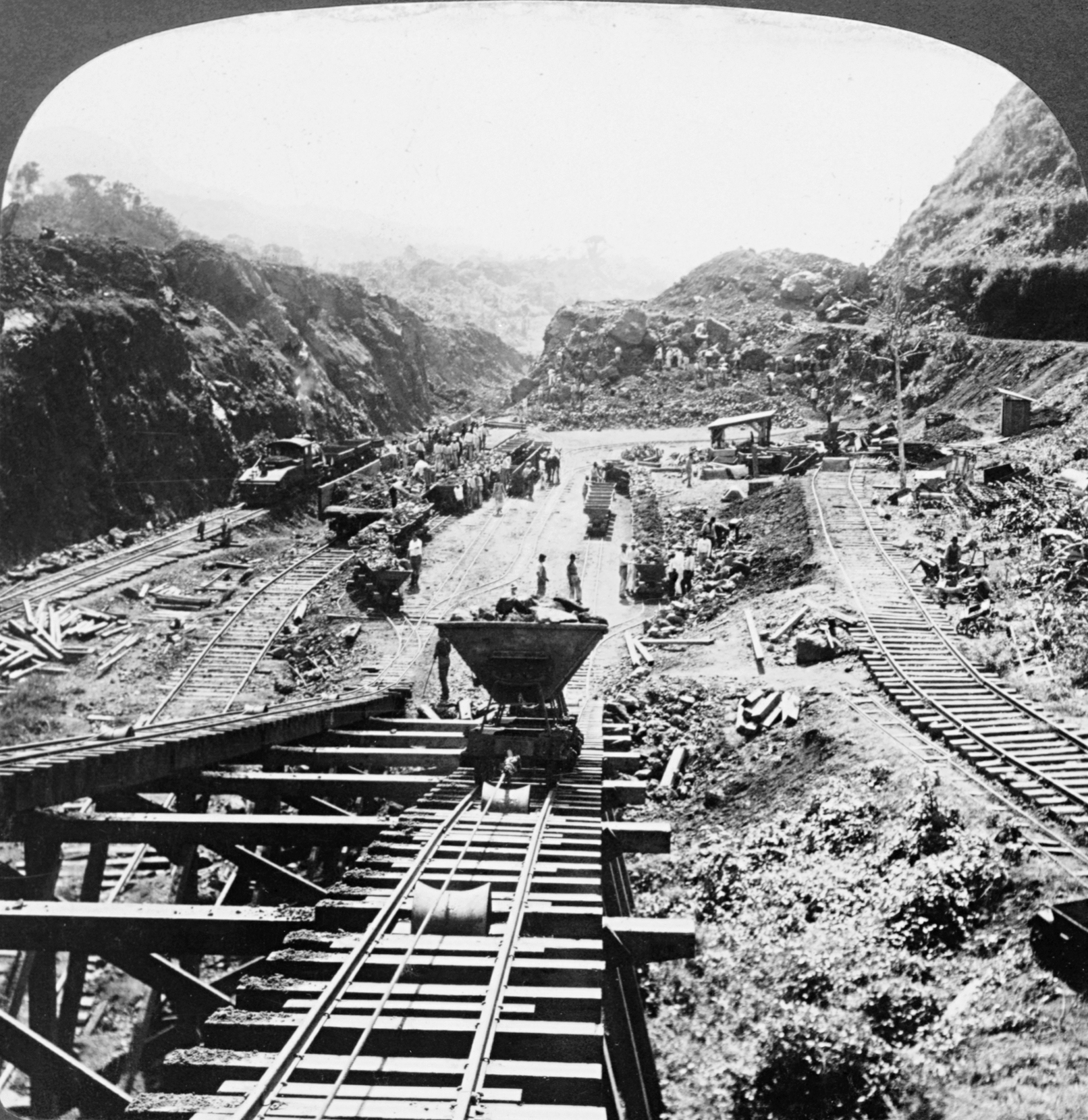
Roosevelt considerava o Canal do Panamá uma de suas maiores conquistas.

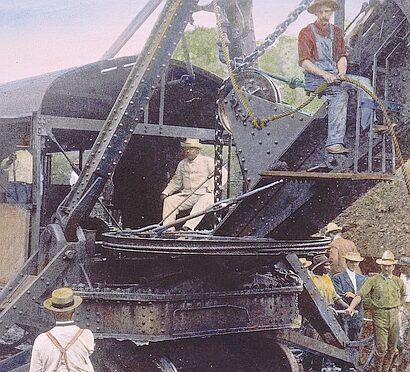
Roosevelt nos controles de uma escavadeira a vapor escavando Culebra Cut para o Canal do Panamá, 1906

Roosevelt buscou a criação de um canal através da América Central que ligaria o Oceano Atlântico e o Oceano Pacífico. A maioria dos congressistas preferia que o canal atravessasse a Nicarágua, que ansiava por um acordo, mas Roosevelt preferia o istmo do Panamá, sob o frouxo controle da Colômbia. A Colômbia estava envolvida em uma guerra civil desde 1898, e uma tentativa anterior de construir um canal através do Panamá havia falhado sob a liderança de Ferdinand de Lesseps. Uma comissão presidencial nomeada por McKinley recomendou a construção do canal através da Nicarágua, mas observou que um canal através do Panamá poderia ser menos caro e poderia ser concluído mais rapidamente. Após um longo debate, o Congresso aprovou a Lei Spooner de 1902, que concedeu a Roosevelt US$ 170 milhões para construir o Canal do Panamá. Após a aprovação da Lei Spooner, o governo Roosevelt iniciou negociações com o governo colombiano sobre a construção de um canal através do Panamá.
Os Estados Unidos e a Colômbia assinaram o Tratado Hay-Herrán em janeiro de 1903, concedendo aos Estados Unidos um arrendamento no istmo do Panamá. O Senado colombiano se recusou a ratificar o tratado e anexou emendas pedindo mais dinheiro dos EUA e maior controle colombiano sobre a zona do canal. Líderes rebeldes panamenhos, há muito ansiosos para romper com a Colômbia, apelaram aos Estados Unidos por ajuda militar. Roosevelt via o líder da Colômbia, José Marroquín, como um autocrata corrupto e irresponsável, e acreditava que os colombianos haviam agido de má fé ao chegar e depois rejeitar o tratado. Pouco depois de o Panamá declarar sua independência em novembro de 1903, os EUA reconheceram o Panamá como uma nação independente e iniciaram negociações sobre a construção do canal. De acordo com o biógrafo de Roosevelt, Edmund Morris, a maioria das outras nações latino-americanas saudou a perspectiva do novo canal na esperança de aumentar a atividade econômica, mas os anti-imperialistas nos Estados Unidos se enfureceram contra a ajuda de Roosevelt aos separatistas panamenhos.
Assinado em 18 de novembro de 1903, o Tratado Hay-Bunau-Varilla, estabeleceu a Zona do Canal do Panamá-sobre a qual os Estados Unidos exerceriam a soberania - e garantiu a construção de um canal de navios do Atlântico ao Pacífico através do Istmo do Panamá. O Panamá vendeu a Zona do Canal (consistindo no Canal do Panamá e uma área que se estende geralmente por 8 km de cada lado da linha central) para os Estados Unidos por $ 10 milhões e uma soma anual crescente. Em fevereiro de 1904, Roosevelt ganhou a ratificação do tratado pelo Senado por 66 votos a 14. A Comissão do Canal, supervisionada pelo Secretário de Guerra Taft, foi estabelecida para governar a zona e supervisionar a construção do canal. Roosevelt viajou para o Panamá em novembro de 1906 para inspecionar o progresso no canal, tornando-se o primeiro presidente em exercício a viajar para fora dos Estados Unidos.

### Leste da Ásia

#### Guerra Russo-Japonesa
A Rússia ocupou a região chinesa da Manchúria após a Rebelião dos Boxers de 1900, e os Estados Unidos, Japão e Grã-Bretanha buscaram o fim de sua presença militar na região. A Rússia concordou em retirar suas forças em 1902, mas renegou essa promessa e procurou expandir sua influência na Manchúria em detrimento das outras potências. Roosevelt não estava disposto a considerar o uso dos militares para intervir na região distante, mas o Japão se preparou para a guerra contra a Rússia, a fim de removê-la da Manchúria. Quando a Guerra Russo-Japonesa estourou em fevereiro de 1904, Roosevelt simpatizou com os japoneses, mas procurou atuar como um mediador no conflito. Ao longo de 1904, tanto o Japão quanto a Rússia esperavam vencer a guerra, mas os japoneses ganharam uma vantagem decisiva após capturar a base naval russa em Port Arthur em janeiro de 1905. Em meados de 1905, Roosevelt persuadiu as partes a se encontrarem. em uma conferência de paz em Portsmouth, a partir de 5 de agosto. Sua mediação persistente e eficaz levou à assinatura do Tratado de Portsmouth em 5 de setembro, encerrando a guerra. Por seus esforços, Roosevelt recebeu o Prêmio Nobel da Paz de 1906. O Tratado de Portsmouth resultou na remoção das tropas russas da Manchúria e deu ao Japão o controle da Coréia e da metade sul da Ilha Sakhalin.

#### Problemas com o Japão
A anexação americana do Havaí em 1898 foi estimulada em parte pelo medo de que, caso contrário, o Japão dominaria a República do Havaí. Esses eventos faziam parte do objetivo americano de se tornar uma potência naval mundial, mas precisava encontrar uma maneira de evitar um confronto militar no Pacífico com o Japão. Uma das grandes prioridades de Theodore Roosevelt durante sua presidência e mesmo depois, foi a manutenção de relações amistosas com o Japão.
No final do século 19, a abertura de plantações de açúcar no Reino do Havaí levou à imigração de um grande número de famílias japonesas. Os recrutadores enviaram cerca de 124.000 trabalhadores japoneses para mais de cinquenta plantações de açúcar. China, Filipinas, Portugal e outros países enviaram mais 300.000 trabalhadores. Quando o Havaí se tornou parte dos Estados Unidos em 1898, os japoneses eram a maior parte da população da época.
Em junho de 1907, ele se reuniu com líderes militares e navais para decidir sobre uma série de operações a serem realizadas nas Filipinas, que incluíam carregamentos de carvão, rações militares e movimentação de armas e munições.
Roosevelt via o Japão como a potência em ascensão na Ásia, em termos de força militar e modernização econômica. Ele via a Coreia como uma nação atrasada e não se opôs à tentativa do Japão de obter controle sobre a Coreia. Em meados de 1905, Taft e o primeiro-ministro japonês Katsura Tarō produziram em conjunto o acordo Taft-Katsura. Nada de novo foi decidido, mas cada lado esclareceu sua posição. O Japão afirmou que não tinha interesse nas Filipinas, enquanto os Estados Unidos declararam que consideravam a Coreia como parte da esfera de influência japonesa.
Em relação à China, as duas nações cooperaram com as potências europeias na supressão da Rebelião dos Boxers na China em 1900, mas os EUA estavam cada vez mais preocupados com a negação do Japão da Política de Portas Abertas que garantiria que todas as nações pudessem fazer negócios com a China em igualdade de condições. .
O presidente Theodore Roosevelt não queria irritar o Japão ao aprovar uma legislação para impedir a imigração japonesa para os Estados Unidos, como havia sido feito para a imigração chinesa. Em vez disso, houve um " Acordo de Cavalheiros de 1907 " informal entre os ministros das Relações Exteriores Elihu Root e Tadasu Hayashi do Japão. O Acordo dizia que o Japão pararia a emigração de trabalhadores japoneses para os Estados Unidos ou Havaí, e não haveria segregação na Califórnia. Os acordos permaneceram em vigor até 1924, quando o Congresso proibiu toda a imigração do Japão - um movimento que irritou o Japão.
Charles Neu conclui que as políticas de Roosevelt foram um sucesso:

No final de sua presidência, era uma política amplamente bem-sucedida, baseada nas realidades políticas domésticas e no Extremo Oriente e na firme crença de que a amizade com o Japão era essencial para preservar os interesses americanos no Pacífico.

#### Pogroms na Rússia

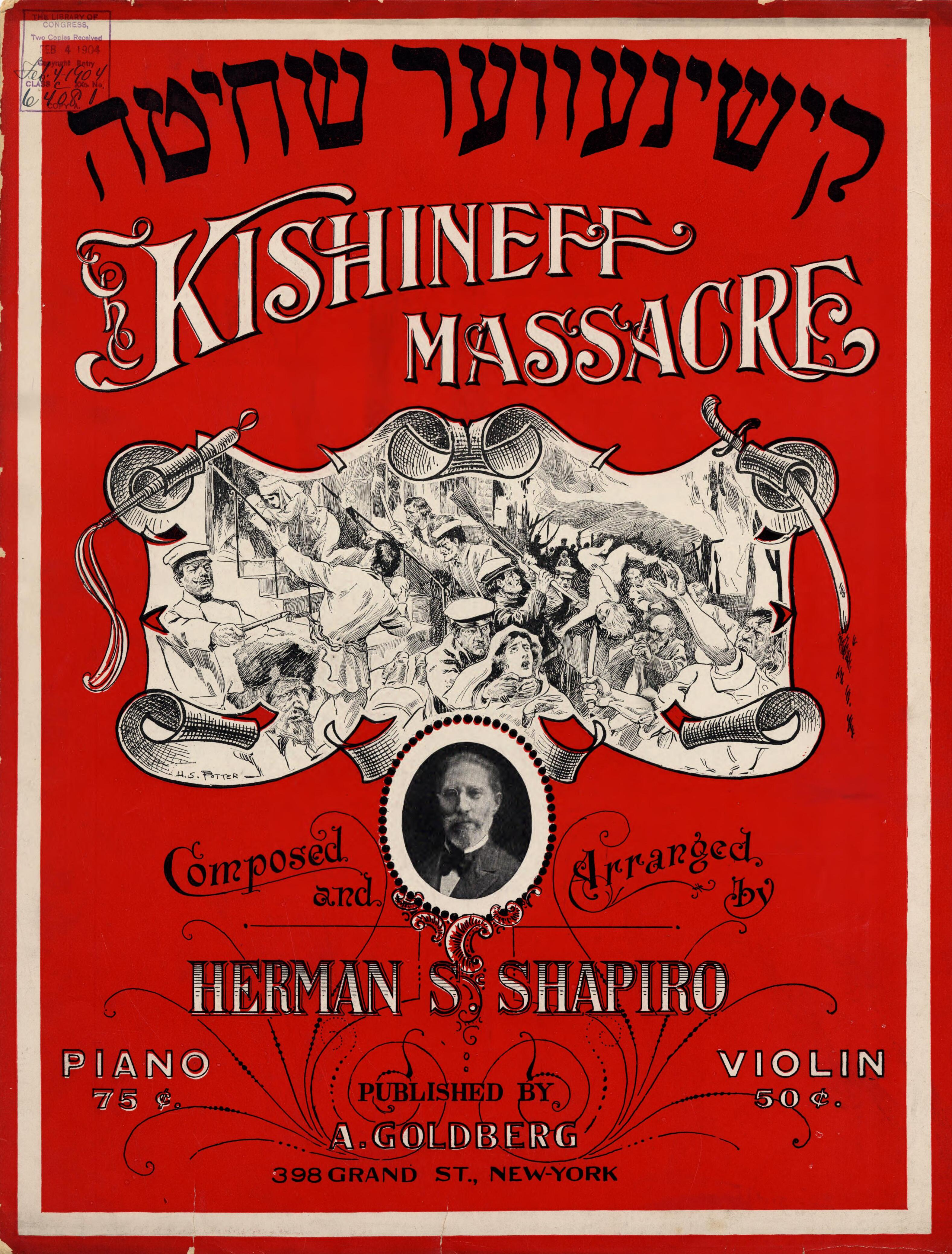
Composição musical em Nova York atacando o pogrom de Kishinev, 1904

Os repetidos ataques assassinos em larga escala contra judeus - chamados de pogrom na Rússia no final do século 19 e início do século 20 irritaram cada vez mais a opinião americana. Os judeus alemães bem estabelecidos nos Estados Unidos, embora não fossem diretamente afetados pelos programas russos, estavam bem organizados e convenceram Washington a apoiar a causa dos judeus na Rússia. Liderados por Oscar Straus, Jacob Schiff, Mayer Sulzberger e o rabino Stephen Samuel Wise, eles organizaram reuniões de protesto, emitiram publicidade e se reuniram com Roosevelt e o secretário de Estado John Hay. Todos eles pediram ao czar que parasse a perseguição aos judeus. O czar recuou um pouco e demitiu um funcionário local após o pogrom de Kishinev, que Roosevelt denunciou explicitamente. Mas Roosevelt estava mediando a guerra entre a Rússia e o Japão e não podia tomar partido publicamente. Portanto, o secretário Hay tomou a iniciativa em Washington. Finalmente, Roosevelt encaminhou uma petição ao czar, que a rejeitou alegando que a culpa era dos judeus. Os pogroms continuaram, enquanto centenas de milhares de judeus fugiam da Rússia, a maioria indo para Londres ou Nova York. Com a opinião pública americana se voltando contra a Rússia, o Congresso denunciou oficialmente suas políticas em 1906. Roosevelt manteve-se discreto, assim como seu novo secretário de Estado, Elihu Root. No entanto, no final de 1906, Roosevelt nomeou o primeiro judeu para o gabinete, Oscar Straus tornando-se secretário de Comércio e Trabalho.

## Eleições

### Eleição de 1904

resultados do colégio eleitoral de 1904

Antes e durante sua presidência, Roosevelt conquistou muitos seguidores dentro do Partido Republicano, mas sua renomeação em 1904 estava longe de ser certa no final de 1901. Potenciais rivais para a indicação presidencial republicana de 1904, incluindo Leslie Shaw e Charles W. Fairbanks, não conseguiram galvanizar o apoio para suas candidaturas. Na Convenção Nacional Republicana de 1904, Roosevelt garantiu sua própria indicação, mas seu companheiro de chapa vice-presidencial preferido, Robert R. Hitt, não foi indicado. senador Fairbanks, um dos favoritos dos conservadores, ganhou a indicação à vice-presidência.
O candidato presidencial do Partido Democrata em 1904 foi Alton B. Parker, o juiz principal do Tribunal de Apelações de Nova York. Os líderes democratas esperavam que Parker, cujas posições políticas eram amplamente desconhecidas, fosse capaz de unificar os seguidores populistas de William Bryan com os partidários conservadores do ex-presidente Grover Cleveland. Parker não conseguiu unir o partido e muitos democratas apoiaram Roosevelt. Os democratas alegaram que a campanha republicana extorquiu grandes contribuições das empresas, mas essas alegações tiveram pouco impacto na eleição. Como Parker moveu seu partido em uma direção conservadora, os republicanos tiveram um bom desempenho entre os progressistas e os centristas. Roosevelt ganhou 56% do voto popular, enquanto Parker recebeu 38% do voto popular; Roosevelt também ganhou a votação eleitoral por 336 a 140. A vitória de Roosevelt fez dele o primeiro presidente a ser eleito para um mandato completo após ter sucedido à presidência após a morte de um predecessor. Sua margem de voto popular de 18,8% foi a maior margem da história dos Estados Unidos até a eleição presidencial de 1920. Na noite da eleição, quando ficou claro que ele havia vencido de forma esmagadora, Roosevelt prometeu não concorrer a um terceiro mandato.

### Eleição de 1908 e transição

O republicano William Howard Taft derrotou o democrata William Jennings Bryan na eleição de 1908

Roosevelt tinha sentimentos confusos sobre um terceiro mandato, já que gostava de ser presidente e ainda era relativamente jovem, mas achava que um número limitado de mandatos oferecia um freio à ditadura. Roosevelt finalmente decidiu cumprir sua promessa de 1904 de não concorrer a um terceiro mandato e deu seu apoio a um sucessor na Convenção Nacional Republicana de 1908. O governador de Nova York, Charles Hughes, parecia um candidato potencialmente forte e compartilhava o progressismo de Roosevelt, mas Roosevelt não gostava dele e o considerava muito independente. Em vez disso, Roosevelt optou por seu secretário de Guerra, William Taft, que habilmente serviu sob os presidentes Harrison, McKinley e Roosevelt em vários cargos. Roosevelt e Taft eram amigos desde 1890, e Taft sempre apoiou as políticas do presidente Roosevelt. Muitos conservadores queriam retomar a liderança do partido do progressista Roosevelt. O senador Joseph Foraker, que como Taft era de Ohio, emergiu brevemente como o principal candidato conservador para a indicação do Partido Republicano. No entanto, Taft derrotou a tentativa de Foraker de ganhar o controle do Partido Republicano de Ohio e entrou na convenção como o forte favorito sobre Foraker, Hughes e o senador Philander Knox.
Na convenção republicana de 1908, muitos gritaram por "mais quatro anos" da presidência de Roosevelt, mas Taft ganhou a indicação depois que o amigo próximo de Roosevelt, Henry Cabot Lodge, deixou claro que Roosevelt não estava interessado em um terceiro mandato. Em um discurso aceitando a nomeação republicana, Taft prometeu continuar as políticas de Roosevelt, mas à medida que a campanha avançava, ele minimizou sua confiança em Roosevelt e não pediu ao presidente que fizesse campanha publicamente por ele. Os democratas nomearam William Jennings Bryan, que havia sido o candidato presidencial do partido em 1896 e 1900. Bryan, um democrata populista amplamente considerado um orador forte, achava que Taft era um candidato fraco e esperava que o público se cansasse da liderança republicana que o país havia experimentado desde a eleição de 1896. As plataformas dos dois partidos pouco diferiam: ambas pediam ações antitruste, regulamentação ferroviária e trabalhista e revisão da tarifa. Com a aproximação do dia da eleição, ficou claro que Taft manteria a lealdade dos eleitores republicanos e obteria uma ampla vitória sobre Bryan, que não conseguiu encontrar uma questão vencedora para fazer campanha. Taft obteve 321 dos 483 votos eleitorais e 51,6% do voto popular. Os republicanos também mantiveram o controle de ambas as casas do Congresso. Roosevelt considerou a vitória de seu sucessor escolhido como uma justificativa de suas políticas e presidência. Ao deixar o cargo, Roosevelt era amplamente considerado o presidente mais poderoso e influente desde Abraham Lincoln.

## Reputação histórica

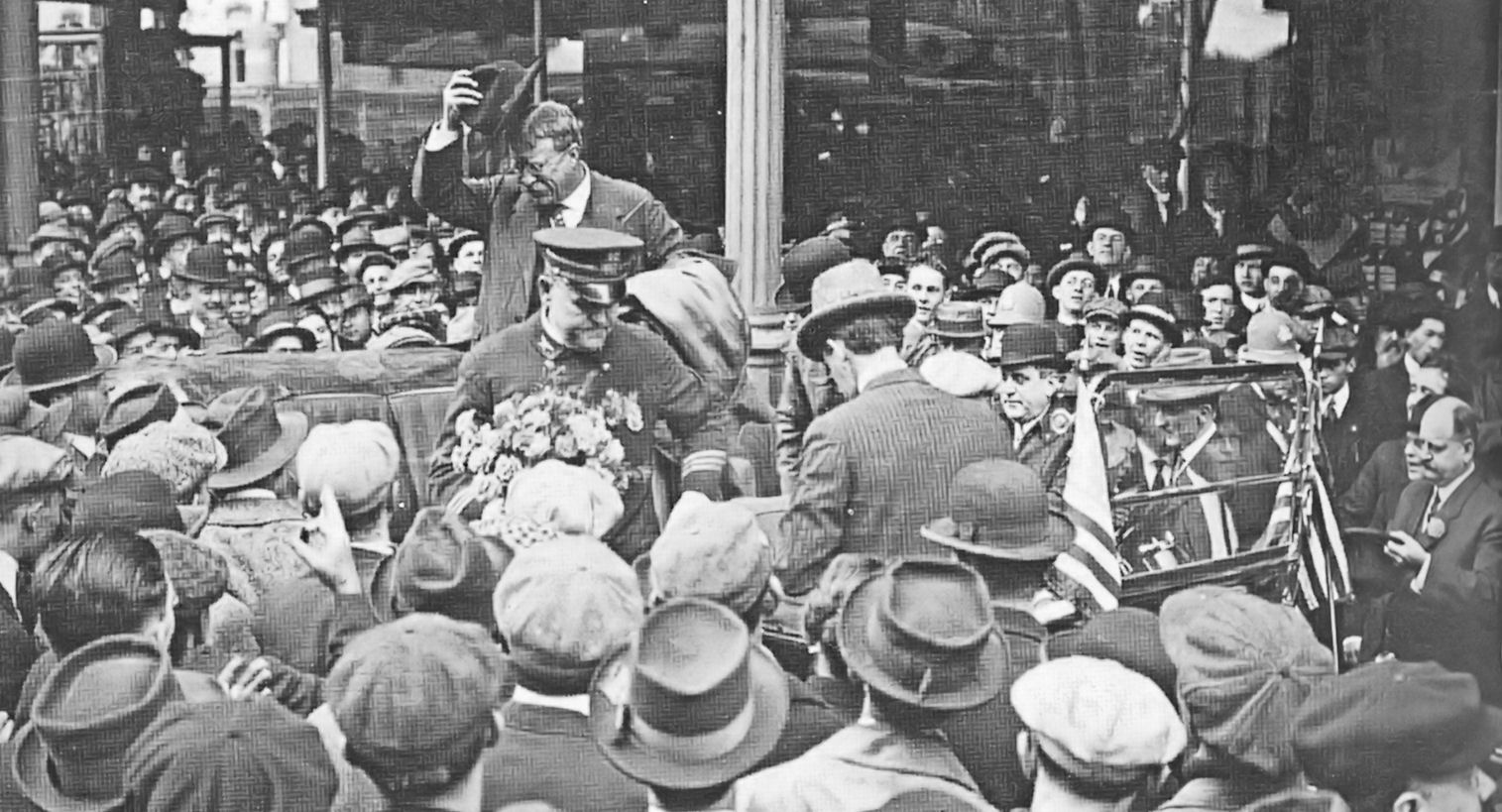
Roosevelt na Pensilvânia em 26 de outubro de 1914

Roosevelt era popular quando deixou o cargo e permaneceu uma figura mundial importante até sua morte em 1919. Seus próprios contemporâneos viam sua presidência como influente; o ex-senador William E. Chandler escreveu em janeiro de 1909 que Roosevelt "mudou o curso da política americana. Nunca poderemos voltar para onde estávamos sob Hanna." Após sua morte, Roosevelt foi ofuscado por outras figuras, mas o interesse dos historiadores e do público americano em Roosevelt foi revigorado após a Segunda Guerra Mundial. O historiador John Morton Blum apresentou a tese de que Roosevelt foi o primeiro presidente verdadeiramente moderno, e muitos historiadores argumentaram que a presidência de Roosevelt serviu de modelo para seus sucessores.
O historiador Lewis L. Gould resume a visão consensual dos historiadores, afirmando que Roosevelt era "um executivo forte e eficaz cujas políticas prenunciavam o estado de bem-estar". Gould também escreve, "se Roosevelt ficou aquém do primeiro posto de presidente, ele se qualificou para aquela classificação ambivalente de 'quase ótimo', conferida a ele nas pesquisas que os historiadores fazem uns com os outros. Uma pesquisa de 2018 da American Political Science Association classificou Roosevelt como o quarto maior presidente da história, depois de George Washington, Abraham Lincoln e Franklin D. Roosevelt.
Roosevelt é um herói para os liberais modernos por suas propostas em 1907-1912 que pressagiaram o estado de bem-estar moderno da era do New Deal e colocaram o meio ambiente na agenda nacional. Os conservadores admiram sua diplomacia "big stick" e seu compromisso com os valores militares. Dalton diz: "Hoje ele é anunciado como o arquiteto da presidência moderna, como um líder mundial que remodelou corajosamente o escritório para atender às necessidades do novo século e redefiniu o lugar da América no mundo". No entanto, a Nova Esquerda o criticou por sua abordagem intervencionista e imperialista às nações que considerava "incivilizadas". Os conservadores rejeitam sua visão do estado de bem-estar e a ênfase na superioridade do governo sobre a ação privada.